# Tovik
Tovik (eller Tovika, nordsamiska: Tuviika) är en kyrkby och tidigare tätort i Tjeldsunds kommun i Troms fylke i norra Norge. Orten ligger vid fylkesväg 825, nordöst om kommunens centralort Evenskjer. Här finns Toviks kyrka.
Tidigare har orten tillhört dåvarande Trondenes kommun, därefter dåvarande Skånlands kommun.
Sedan 2006 räknas orten inte längre som en tätort.

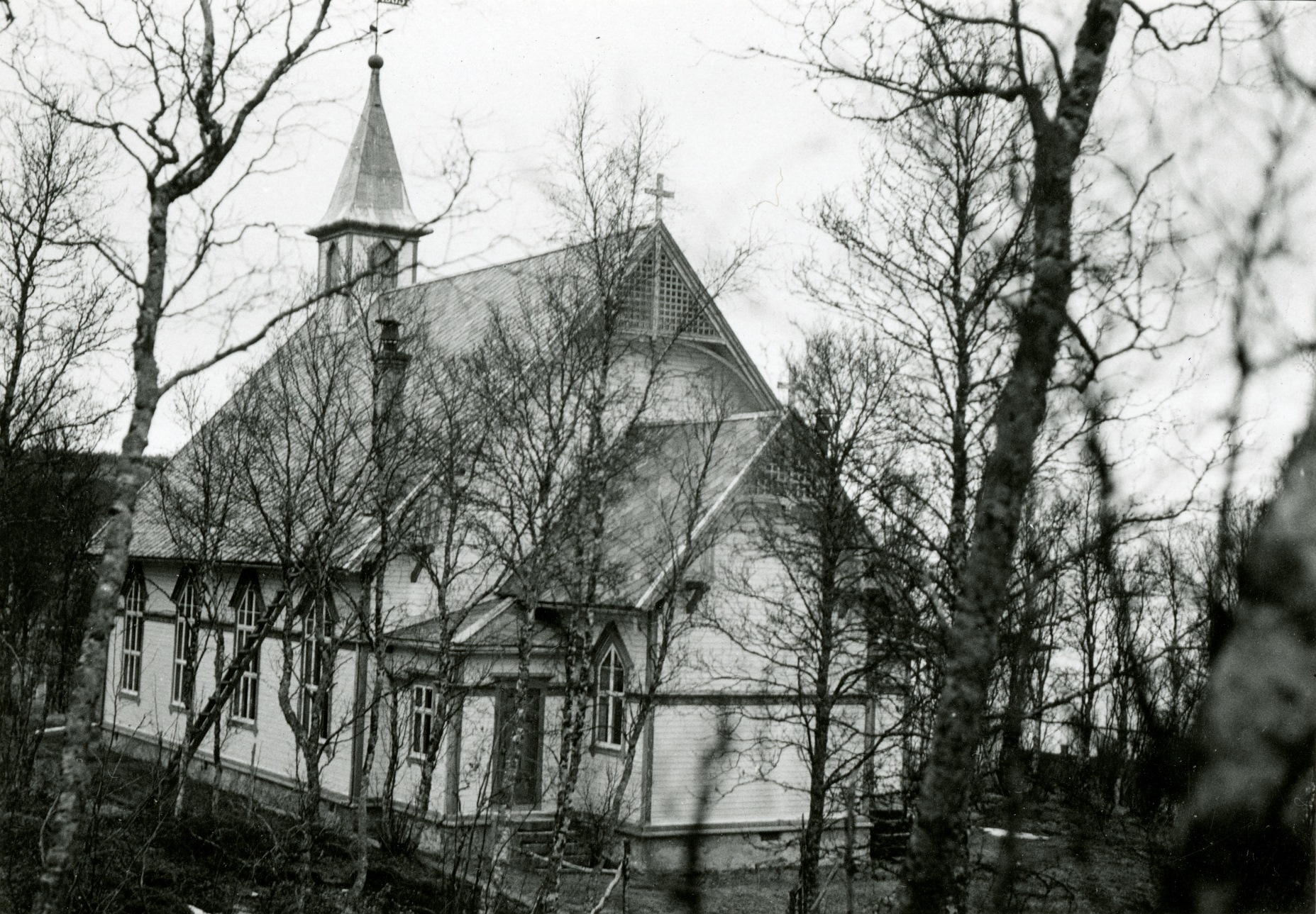
Toviks kyrka.